# هتلی برای سگ‌ها
هتل برای سگها (انگلیسی: Hotel for Dogs) فیلمی در ژانر کمدی خانوادگی است و بر اساس کتابی به همین نام و برای کودکان، نوشتهٔ لوئیس دانکن؛ به کارگردانی تور فرویدنتال و تهیه‌کنندگی لورن شولر دونر و جاناتان گوردون تهیه و در سال ۲۰۰۹ میلادی منتشر شد.
هتل برای سگها اولین فیلم متعلق به شبکه کابلی نیکلودئون است که با همکاری و مشارکت پارامونت پیکچرز و دریم ورکس تهیه و پخش شده است.

## بازیگران
- اما رابرتز
- جیک تی. آستین
- تروی جنتیله
- کیلا پرت
- لیسا کودرو
- کوین دیلون
- دان چیدل
- جرمی هاوارد
- جانی سیمونز
- روبین لی
- یوت نیکول براون
- ماکسیمیلیانو هرناندز
- جیم دان